# Root
En sistemas operativos del tipo Unix, el superusuario o root  es el nombre convencional de la cuenta de usuario que posee todos los derechos en todos los modos (monousuario o multiusuario). Normalmente es la cuenta de administrador. El usuario root puede llevar a cabo tareas que un usuario común no podría, tales como cambiar el propietario o los permisos de un archivo, o enlazar puertos de numeración pequeña. No es recomendable utilizar el superusuario root para una simple sesión de uso habitual, ya que esto puede poner en riesgo el sistema al otorgar acceso privilegiado a cada programa en ejecución. En estos casos, es preferible utilizar una cuenta de usuario no privilegiado y utilizar el comando su o sudo para acceder a los privilegios de root según sea necesario.